# Syspira monticola
Espèce
Synonymes
- Teminius monticolus Bryant, 1948

Syspira monticola est une espèce d'araignées aranéomorphes de la famille des Miturgidae.

## Distribution
Cette espèce est endémique de la province de Santiago en République dominicaine,. Elle se rencontre dans le parc national Armando Bermúdez.

## Description
La femelle holotype mesure 12,5 mm.

## Systématique et taxinomie
Cette espèce a été décrite sous le protonyme Teminius monticolus par Bryant en 1948. Elle est placée dans le genre Syspira par Sánchez-Ruiz, Santos, Brescovit et Bonaldo en 2020.

## Publication originale
- Bryant, 1948 : « The spiders of Hispaniola. » Bulletin of the Museum of Comparative Zoology, vol. 100, p. 331-459 (texte intégral).